# Църкви на Молдова
Църквите на Молдова се намират в района на Сучава. Не всички църкви са включени в списъка на ЮНЕСКО.
Манастирските църкви на Драгомирна (1609) и Слатина (1554 – 1561) не са включени в списъка на ЮНЕСКО.
Построени са между 1487 г. и 1532 г. при управлението на княжеството от управляващата фамилия Мушати (1374 – 1546). Църквите са строени за погребални, подобно на османските тюрбета. 